# Серенарио, Гаспаре
Гаспаре Серенарио (итал. Gaspare Serenario; 1694, Палермо — 1759, Палермо) — итальянский сицилийский художник эпохи барокко.

## Жизнь и творчество
Учился рисовать у художника Мартино Сусино в Палермо, затем в мастерской Джильельмо Борреманса. В 1730 приехал в Рим и продолжил обучение в мастерской Себастьяно Конки, т. н. «Accademia del Nudo», куда съезжались студенты со всей Европы.
Став самостоятельным художником, в 1739 вступил в Конгрегацию виртуозов Пантеона. В последующие годы писал фрески и алтарные картины во многих римских церквях и соборах. По рекомендации архиепископа Козенцы, кардинала Микеле Капичио Галеотты, ему было присвоено папой Бенедиктом XIV рыцарское звание (Cavaliere Lateranense и Conte Palatino).
Приблизительно в 1750 вернулся в Палермо, где создавал декоративные фрески для ряда местных дворцов и церквей, в нескольких случаях совместно с Вито д'Анна. После того, как художник написал портрет вице-короля Сицилии Эвстакьо Лавиефилля, последний присвоил ему звание директора Палатинских мозаик.

## Избранные работы
- Церковь Санта-Мария-Магдалена-де-Пацци (Рим) — цикл картин
- Церковь Санта-Мария-ин-Тривио (Рим) — картины
- Церковь Санта-Тереса (Рим) — картины со св. Терезой и Иоанном
- Палаццо Конте-Федерико — потолочные фрески (совместно с Вито д’Анна).
- Палаццо Ганьи-Вальгарнера (Палермо) — потолочные фрески в Зеркальном зале
- Палаццо Мазарино (Палермо) — потолочные фрески в галерее
- Церковь Санта-Орсола (Палермо) — Триумф св. Урсулы.
- Церковь Сан-Франческо-ди-Паола (Палермо) — картины о св. Оливии
- Церковь Мадре (Пальма ди Монтечиаро) — алтарная картина
- Кастелло Урсино — Триумф Благочестия